# La Roux

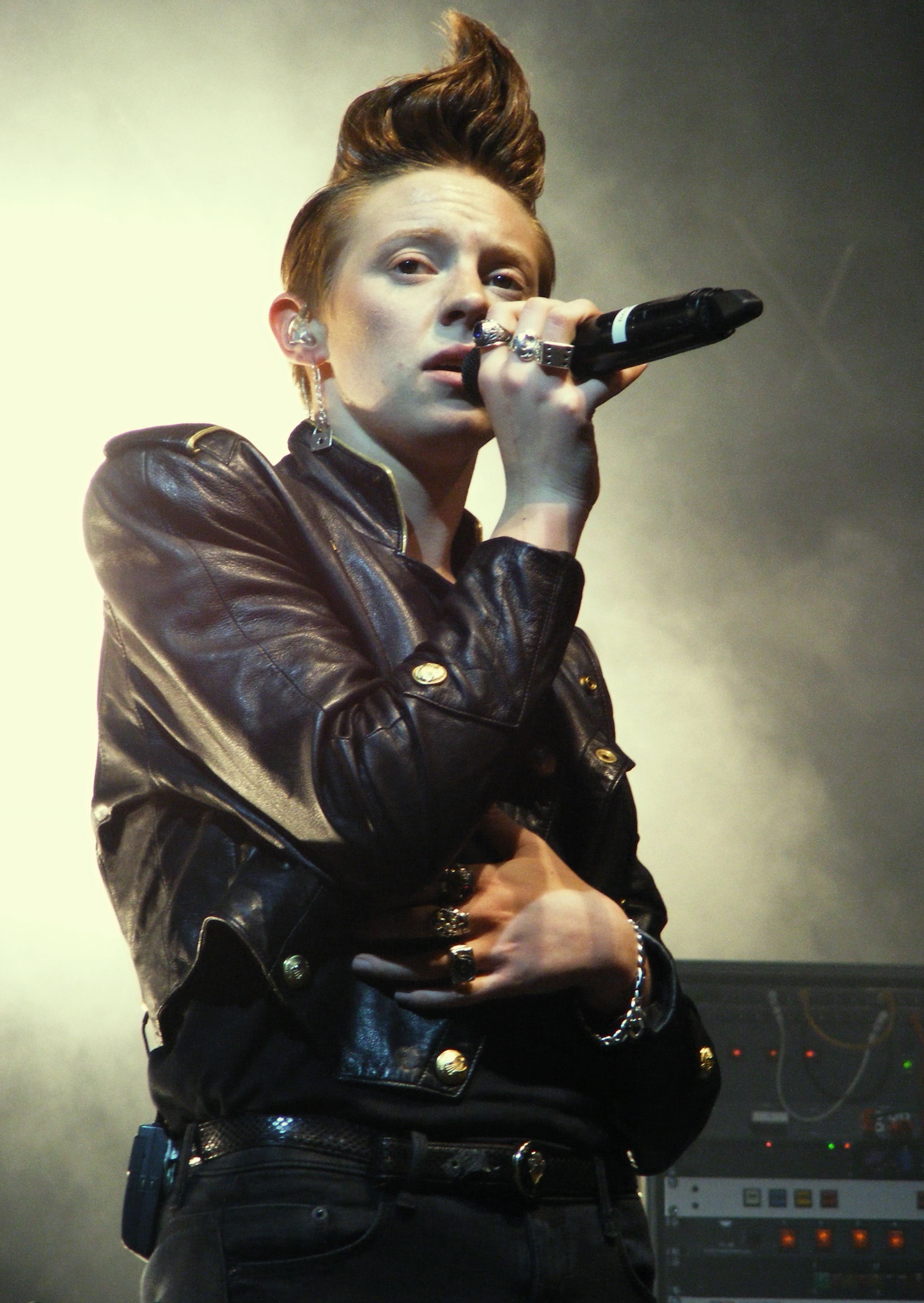
Eleanor Elly Jackson

La Roux je synthpopové duo, pocházející z Velké Británie. Ve své tvorbě se inspirovali především hudbou z 80. let 20. století (respektive elektronickou hudbou). Byli ovlivněni hudebními skupinami jako například Human League, Depeche Mode, Heaven 17 a Yazoo.

## Členové
Ačkoliv se skupina tváří jako jednotlivec, ve skupině jsou dva lidi.
- Ellie Jackson se narodila v roce 1988 jako dcera herečky Trudie Goodwinové. V La Roux působí jako vokálistka a někdy i jako hráč na syntezátor.
- Ben Lagmaid - skladatel, producent.

## Diskografie

### Studiová alba
- La Roux (2009)

### Singly
- Quicksand (2008)
- In For The Kill (#2, 2009)
- Bulletproof (#1, 2009)[2]
- I'm Not Your Toy (2009)

### Videoklipy
- Quicksand (2008, Kinga Burza)
- In For The Kill (2009, Kinga Burza)
- Bulletproof (2009, The Holograms@UFO)